# Quenington
Quenington är en ort och civil parish i Storbritannien.   Den ligger i grevskapet Gloucestershire och riksdelen England, i den södra delen av landet, 120 km väster om huvudstaden London. Quenington ligger 117 meter över havet och antalet invånare är 603.
Terrängen runt Quenington är platt. Runt Quenington är det tätbefolkat, med 790 invånare per kvadratkilometer. Närmaste större samhälle är Swindon, 19,8 km söder om Quenington. Trakten runt Quenington består till största delen av jordbruksmark.